# Ojciec

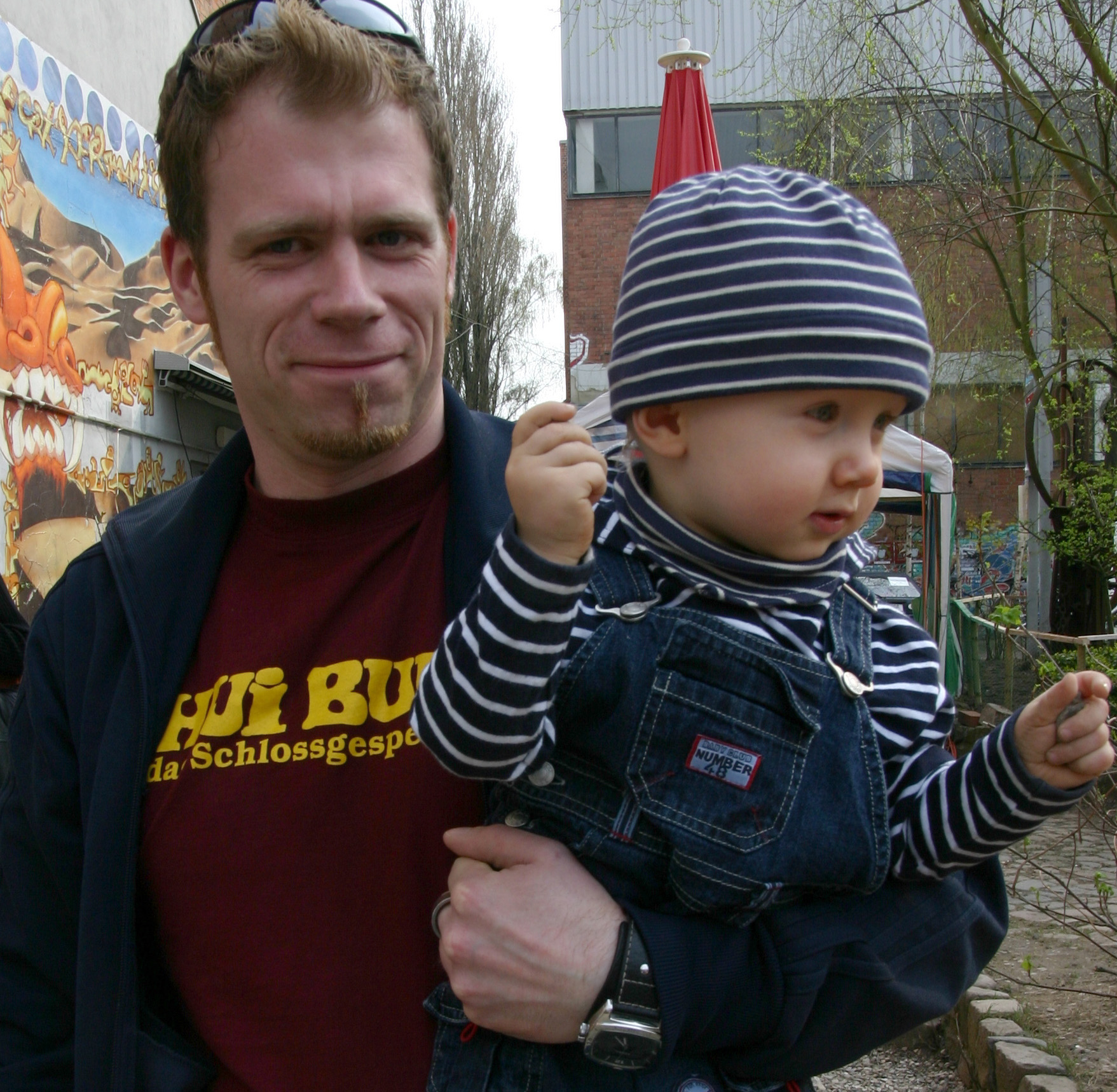
Ojciec z synem (2006)

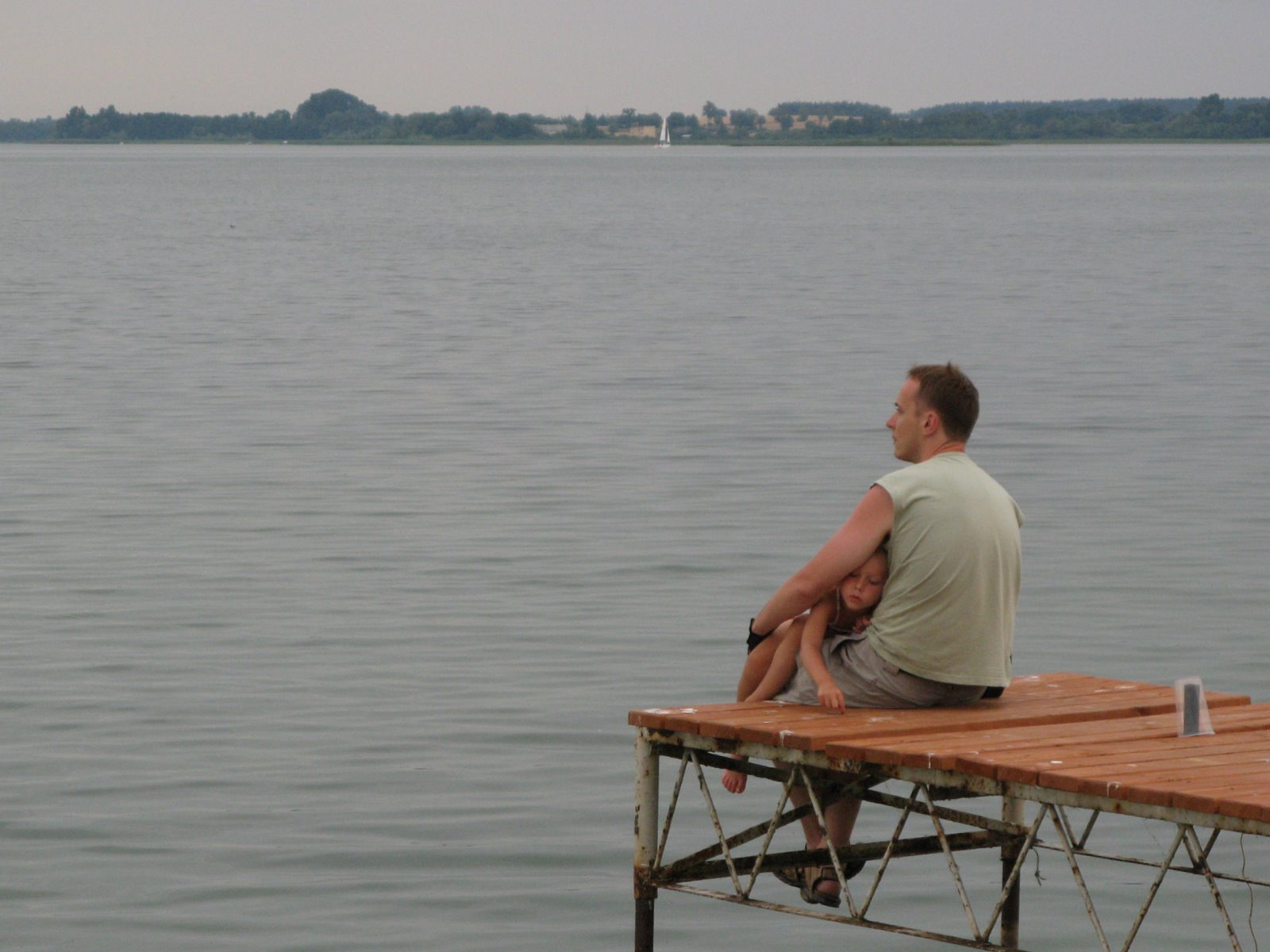
Ojcowska miłość (2009)

Ojciec – mężczyzna, który znajduje się w relacji pokrewieństwa z dzieckiem. Pokrewieństwo to może być oparte na tym, że uczestniczy on w wychowaniu dziecka albo że je począł; jest to jedna z podstawowych relacji w rodzinie. Antropologia uznaje ojcostwo społeczne (pater) i ojcostwo genetyczne (genitor). 
W prawie rodzinnym ojciec jest wstępnym krewnym pierwszego stopnia w linii prostej, od którego dziecko pochodzi bezpośrednio. W genealogii ojca z dzieckiem łączy filiacja, a z matką dziecka – koicja.
W języku mówionym ojcem nazywa się czasem także teścia. Mężczyzna wychowujący dzieci z poprzedniego małżeństwa swojej żony to ojczym.